# Borgharen (ancienne commune)
Borgharen, en limbourgeois Hare, était une ancienne commune néerlandaise qui fut fusionnée, en 1970, à la commune de Maastricht.

## Histoire

### Origines
Les archéologues ont découvert onze sites archéologiques dans la région. Les vestiges les plus anciens datent de l'âge de pierre, il y a environ 7000-4000 ans. À l'âge du fer, la colonie a vu sa taille augmentée. Aux alentours IIIe et IIe siècles av. J.-C. une villa romaine se trouvait dans la région. Des restes de celles-ci ont été découverts en 1995 et 1999 sur la Pasestraat au nord de Borgharen, à la limite avec Itteren. Au même endroit se trouvait le cimetière aux VIe et VIIe siècles.

### Moyen Âge
En 1330, les deux villages voisins de Borgharen et d'Itteren ont chacun leur propre cour de haute et basse justice. Adam van Haren possédait Borgharen, et portait le titre de seigneur de Borgharen, et le duc Jean III de Brabant possédait Itteren. À l'origine détenue conjointement, ils ont décidé, le 17 octobre 1330, de diviser les deux villages.
Le château de Borgharen se compose d'éléments datant du XVe au XVIIIe siècle. Les restes d'une tour d'origine médiévale sont encore présents.

### Époque moderne
Lors du siège de Maastricht de 1632, dans le cadre de la guerre de Quatre-Vingts Ans, Borgharen fut fortifié. Maastricht était espagnole depuis 1579 lorsque le stathouder Frédéric-Henri d'Orange-Nassau tenta de reprendre le contrôle de la ville lors de la « Marche de la Meuse », avec 30 000 hommes, dans la région du Limbourg actuel. Le siège de Maastricht commença avec l'arrivée des troupes le 10 juin, et se termina par la reddition de la forteresse le 22 août. Celle-ci était entourée de campements fortifiés reliées par des remparts, fossés et tranchées. Les ponts Borgharen et Saint-Pierre ont été construits à travers le fleuve de sorte que l'encerclement soit complet. Borgharen était le camp du comte de Stirum.

### Époque contemporaine
L'église Saint-Corneille est un édifice néo-gothique datant de 1888, conçu par l'architecte Johannes Kayser.

### XXesiècle
Au XXe siècle, la Belgique et les Pays-Bas ont entamé des discussions pour améliorer l'utilisation de la Meuse comme voie de transport. Ces discussions ayant échoué, les Pays-Bas ont construit le canal Juliana. Une partie de la Meuse qui était en territoire néerlandais fut alors canalisée. Borgharen se trouvait alors sur un barrage à l’entrée du canal Juliana afin de faire augmenté le niveau d'eau dans celui-ci. Le barrage comprenait trois ouvertures de sortie de 23 mètres de large chaque et une ouverture pour la navigation de 30 mètres de large. La construction a commencé en 1925, et prit fin en 1929.

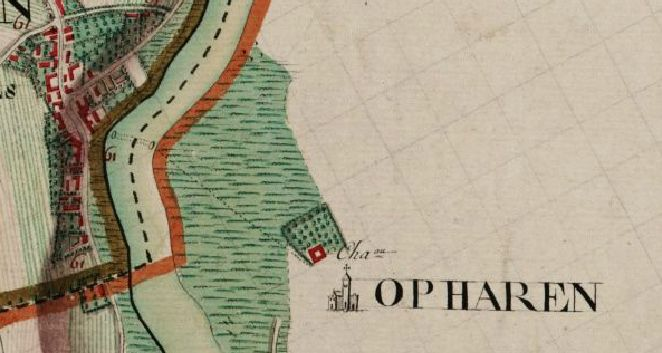
Le château de Borgharen, sur une carte établie entre 1770-1778 par Joseph de Ferraris.
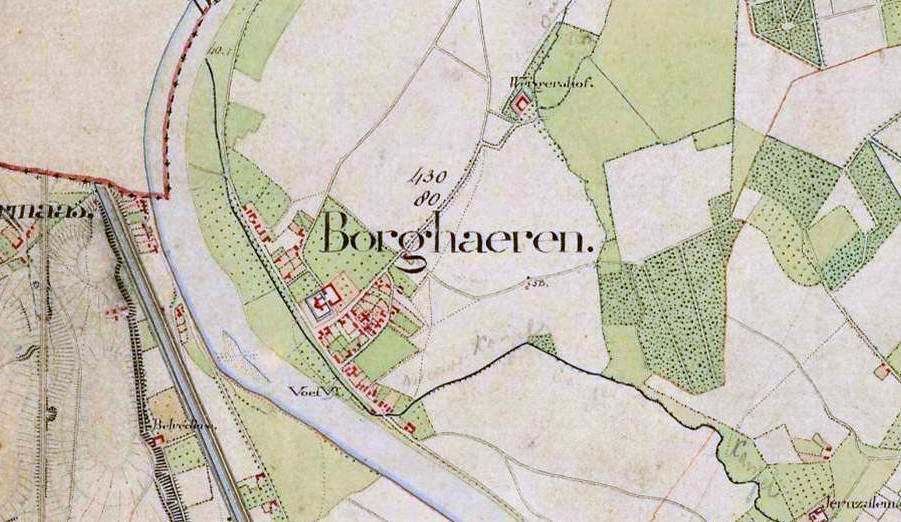
Borghaeren vers 1842.
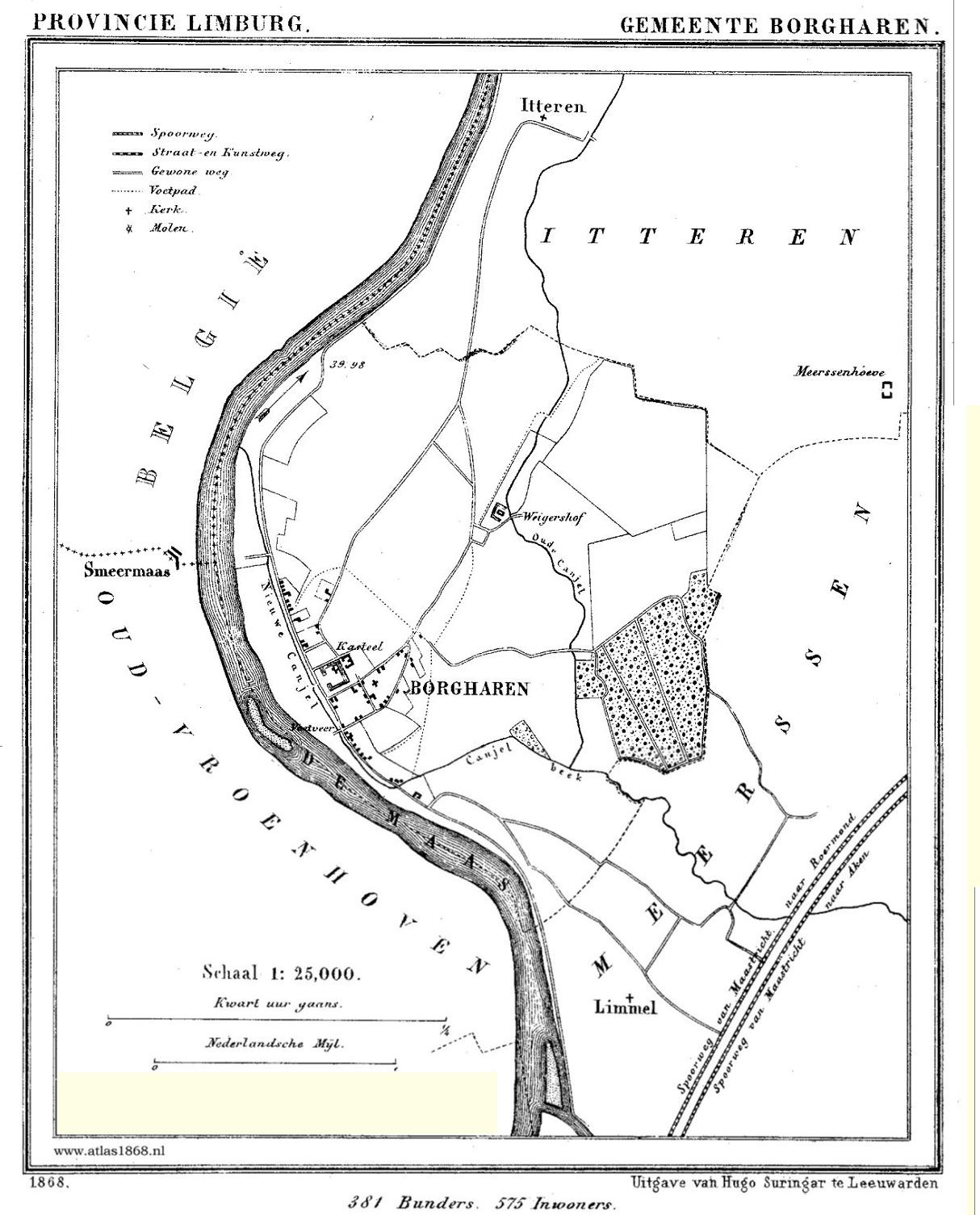
Ancienne carte de la commune (1868).

## Démographie
| 1830 | 1840 | 1849 | 1859 | 1869 | 1879 |
| ---- | ---- | ---- | ---- | ---- | ---- |
| 393  | 431  | 499  | 560  | 571  | 723  |

| 1889 | 1899 | 1930  | 1947  | 1956  | 1960  |
| ---- | ---- | ----- | ----- | ----- | ----- |
| 645  | 732  | 1 121 | 1 161 | 1 226 | 1 316 |